# Równania Friedmana
Równania Friedmana – podstawowe równania kosmologii relatywistycznej. Określają one ewolucję wszechświata przy założeniu jego przestrzennej jednorodności i izotropowości (braku wyróżnionego miejsca i kierunku). Zostały po raz pierwszy wyprowadzone przez rosyjskiego uczonego Aleksandra Friedmana w 1922 roku z równań pola Einsteina dla płynu o danym ciśnieniu {\displaystyle p} i gęstości {\displaystyle \rho } z metryką zwaną obecnie metryką Friedmana-Lemaître’a-Robertsona-Walkera.

## Postać równań
Istnieją dwa niezależne równania Friedmana. Pierwsze z nich określa zmiany pierwszej pochodnej czynnika skali {\displaystyle a} w zależności od czasu kosmicznego {\displaystyle t{:}}
{\displaystyle H^{2}\equiv \left({\frac {\dot {a}}{a}}\right)^{2}={\frac {8\pi G}{3}}\rho -{\frac {kc^{2}}{a^{2}}}+{\frac {\Lambda c^{2}}{3}},}
gdzie:
{\displaystyle H} to parametr Hubble’a,
{\displaystyle G} – newtonowska stała grawitacji,
{\displaystyle k} – krzywizna przestrzeni,
{\displaystyle c} – prędkość światła w próżni,
{\displaystyle \Lambda } – stała kosmologiczna.
Drugie z równań Friedmana, zwane również równaniem na przyspieszenie, zawiera drugą pochodną czynnika skali po czasie kosmicznym:
{\displaystyle {\dot {H}}+H^{2}\equiv {\frac {\ddot {a}}{a}}=-{\frac {4\pi G}{3}}\left(\rho +{\frac {3p}{c^{2}}}\right)+{\frac {\Lambda c^{2}}{3}}.}
Parametr Hubble’a zmienia się w czasie, a jego obecna wartość, {\displaystyle H_{0},} zwana jest stałą Hubble’a i pojawia się jako współczynnik proporcjonalności w prawie Hubble’a. Natomiast rosnący w czasie czynnik skali (na co wskazują obserwacje astronomiczne) oznacza ekspansję wszechświata.
Z równań Friedmana można wyeliminować ciśnienie, jeżeli zna się równanie stanu rozważanego płynu, czyli związek między jego gęstością a ciśnieniem. Natomiast wprowadzenie parametru gęstości {\displaystyle \Omega =\rho /\rho _{c},} gdzie {\displaystyle \rho _{c}} jest gęstością krytyczną, pozwala na przeformułowanie pierwszego równania Friedmana do ogólnej postaci:
{\displaystyle {\frac {H^{2}}{H_{0}^{2}}}=\Omega _{r}a^{-4}+\Omega _{m}a^{-3}+\Omega _{k}a^{-2}+\Omega _{\Lambda }.}
Wielkości {\displaystyle \Omega _{r},} {\displaystyle \Omega _{m}} i {\displaystyle \Omega _{\Lambda }} są odpowiednio parametrami gęstości promieniowania, materii i stałej kosmologicznej, zaś {\displaystyle \Omega _{k}} jest „parametrem krzywizny”. Znajomość tych parametrów, a więc znajomość składu wszechświata, pozwala wnioskować o jego przeszłej i przyszłej ewolucji, oczywiście w przypadku, gdy spełnione jest założenie o jego jednorodności i izotropowości (lub też jest ono dobrym przybliżeniem).